# The Window
The Window (br Ninguém Crê em Mim / pt O Que Viram Meus Olhos) é um filme norte-americano de 1949, do gênero drama, dirigido por Ted Tetzlaff, baseado no conto "The Boy Cried Murder", de Cornell Woolrich.

## Sinopse
De sua janela, um garoto presencia um crime. Porém, além de ninguém acreditar nele, começam a persegui-lo.

## Elenco
- Barbara Hale  ...  sra. Mary Woodry
- Arthur Kennedy ...  sr. Ed Woodry
- Paul Stewart ...  Joe Kellerson
- Ruth Roman ...  sra. Jean Kellerson
- Bobby Driscoll ...  Tommy Woodry

## Prêmios e indicações
- Oscar (1950)

Indicado na categoria "melhor edição"
- BAFTA (1950)

Indicado na categoria "melhor filme"
- Prêmio Edgar Allan Poe (1950)

Vencedor da categoria "melhor filme"
- Writers Guild of America (1950)

Indicado na categoria "melhor roteiro de drama"